# Пляж

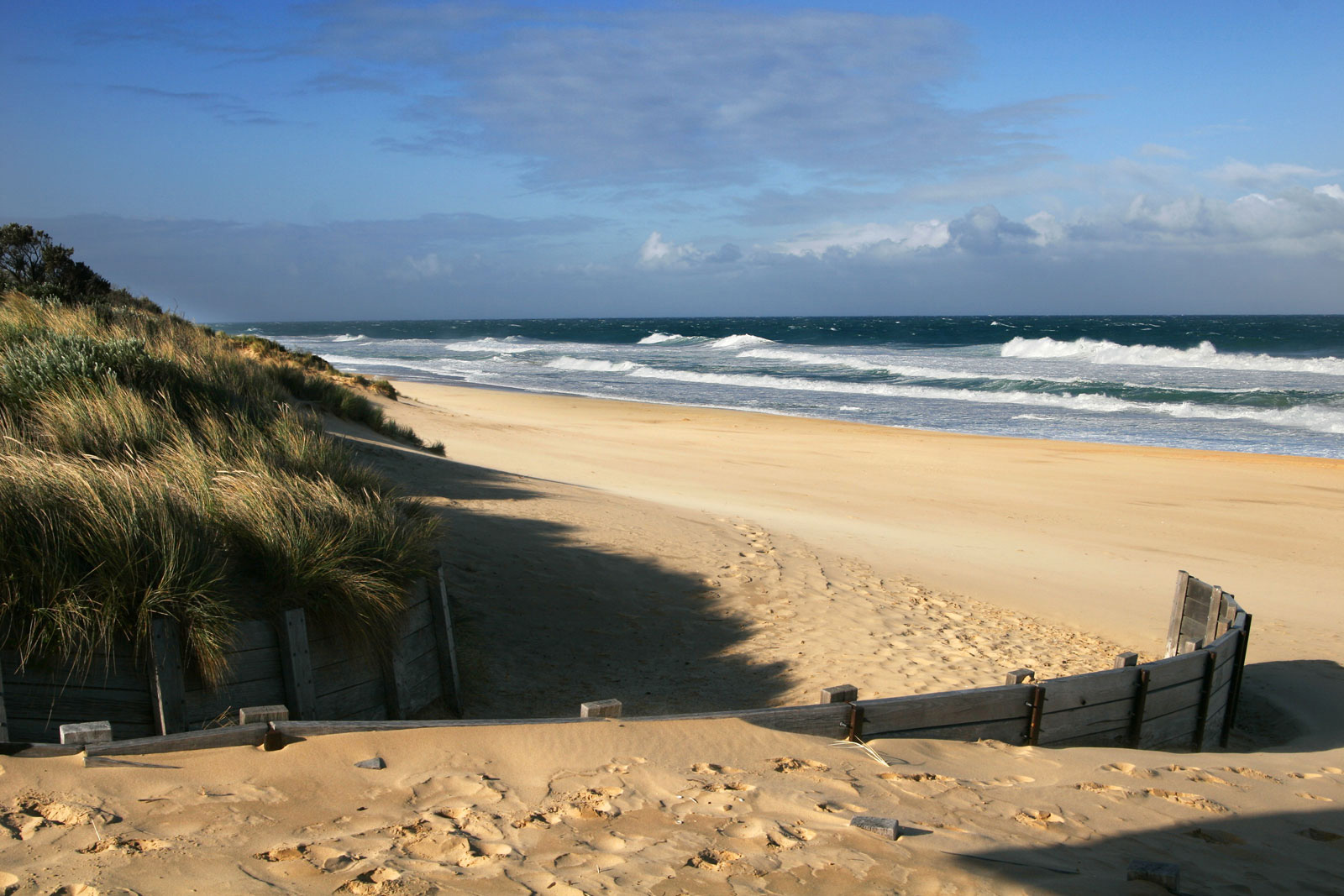
«Дев'яностомильний пляж», Австралія

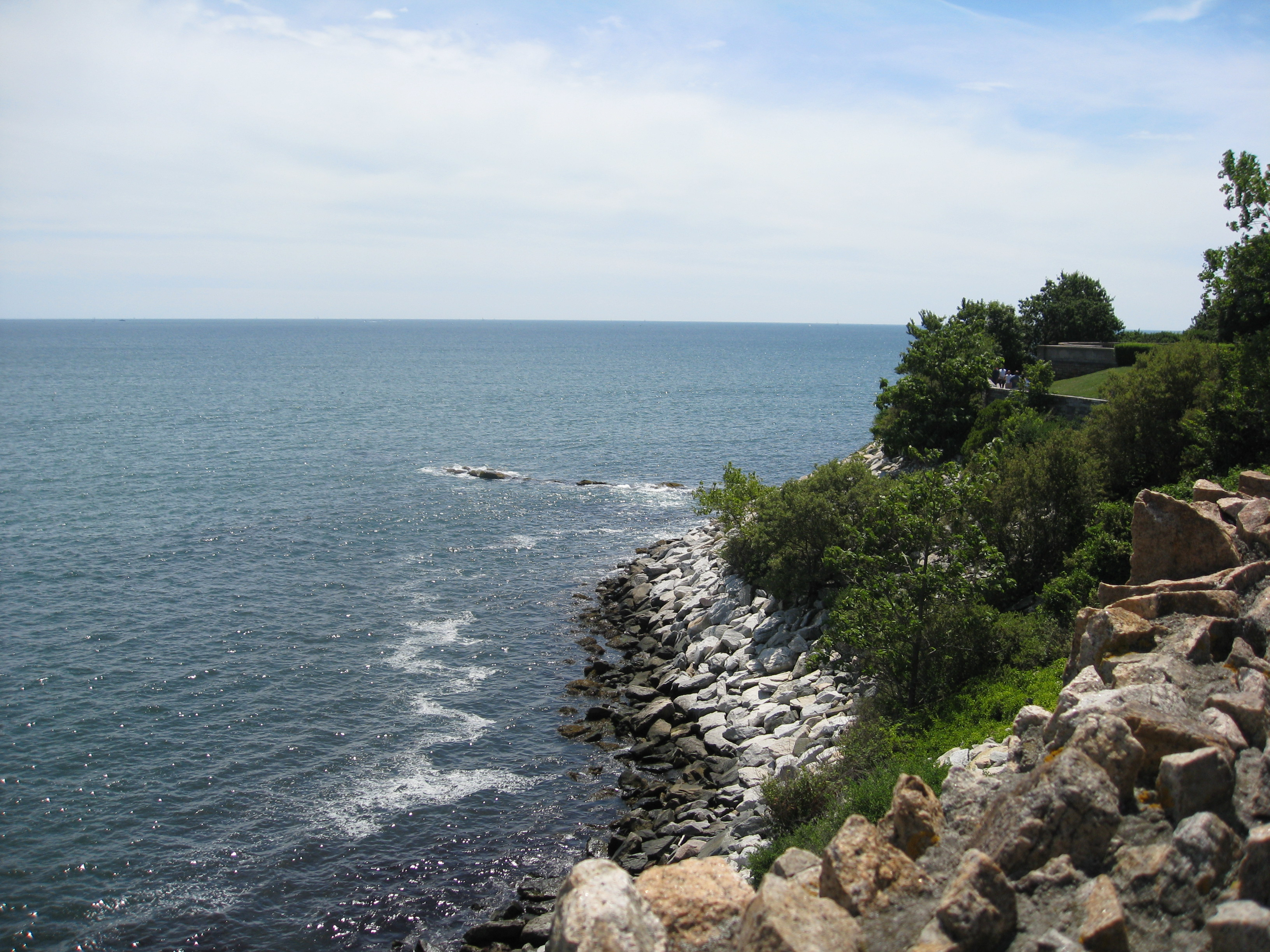
Кам'янстий пляж біля Ньюпорта, Род-Айленд

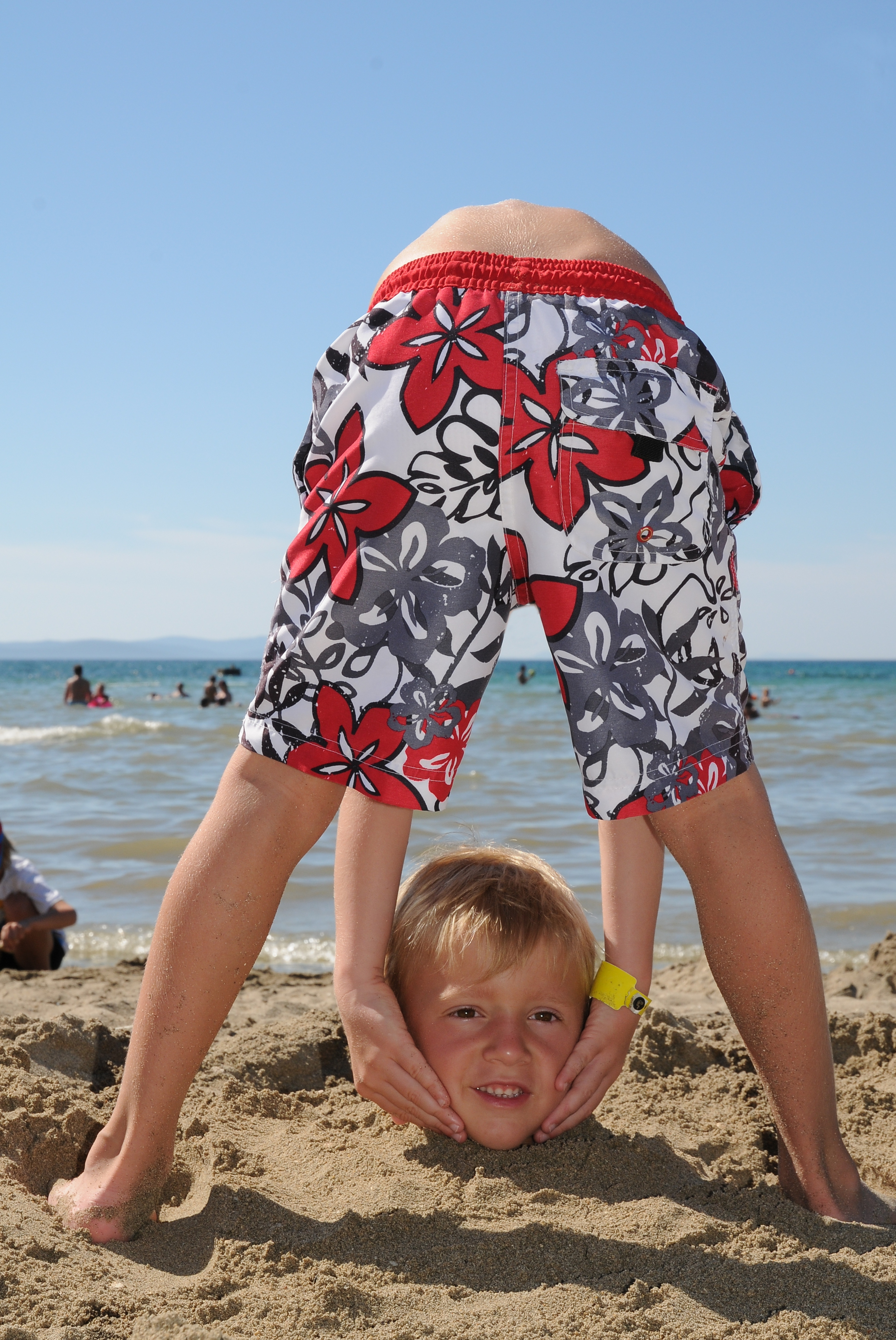
Двоє хлопчиків розважаюся на пляжі

Пля́ж — геологічна формація, що складається з частинок кам'янистих порід — як-от пісок, гравій, галька або залишків черепашок — уздовж берегової лінії водойми. Пляжі часто зустрічаються уздовж прибережних районів, де морські хвилі або течії допомагають відкладанню осадів, або на узбережжі річки або озера, що зазнає ерозії. Пляжі не обов'язково розміщені поруч із наявною водоймою.
1987 року Європейською комісією з охорони навколишнього середовища ЮНЕСКО була започаткована відзнака Блакитний прапор ЮНЕСКО для рекреаційних пляжів за відповідність 29 критеріям тестувань чистоти води прилеглої акваторії та піску.

## Кольорові піщані пляжі
- Чорний пісок вулканічного походження пляжу Пуналу на Гаваях
- Зелений пісок вулканічного походження пляжу Папаколеа на Гаваях
- Найбіліший пісок у світі[1] знаходиться на пляжі Хаймс, Австралія
- Різнокольоровий пісок пляжу Пфайфер, Каліфорнія
- Червоний пісок пляжу острова Мауї на Гаваях